# Kerkbaljuw

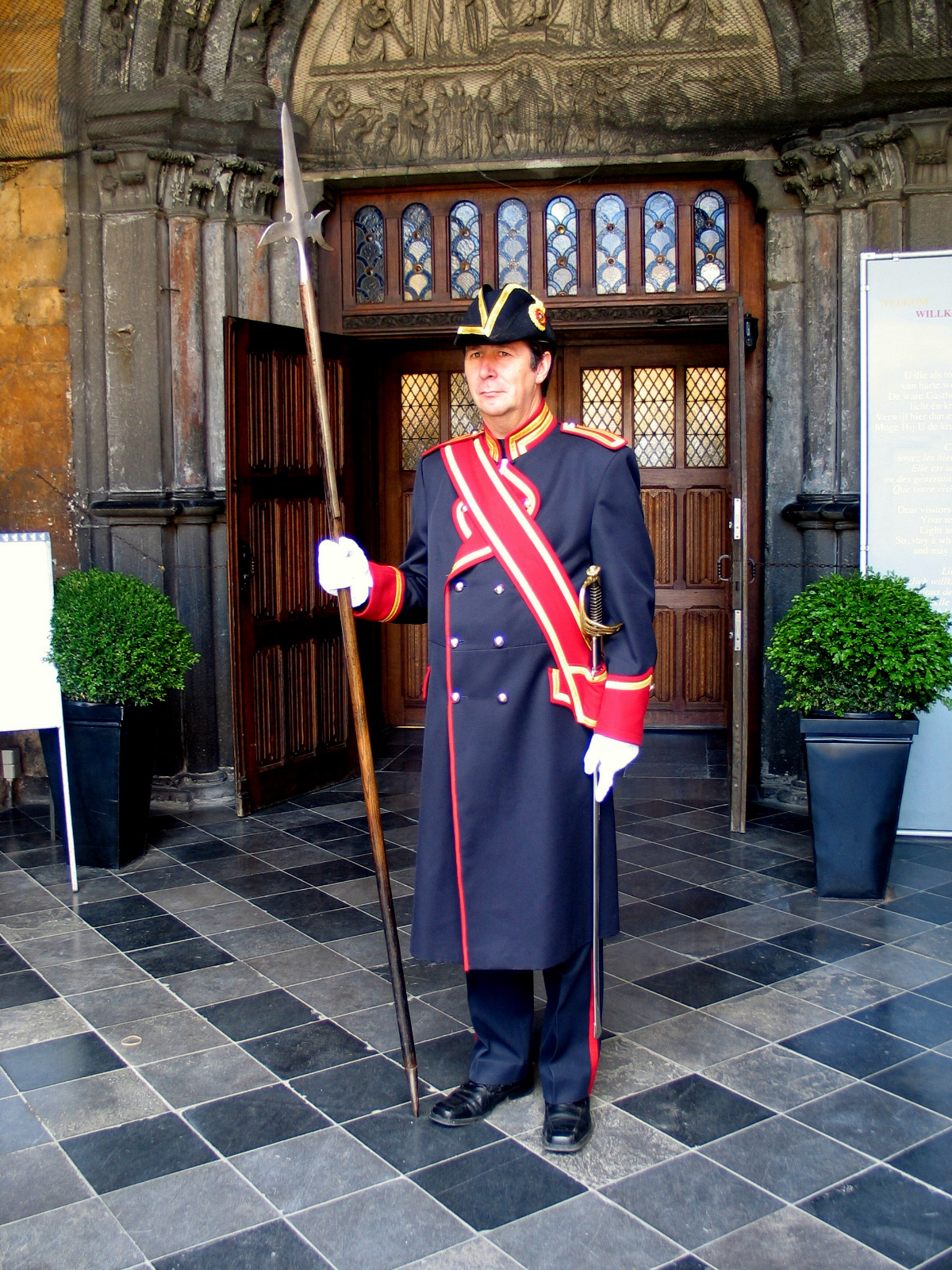
Kerkbaljuw van de Onze-Lieve-Vrouwebasiliek te Tongeren

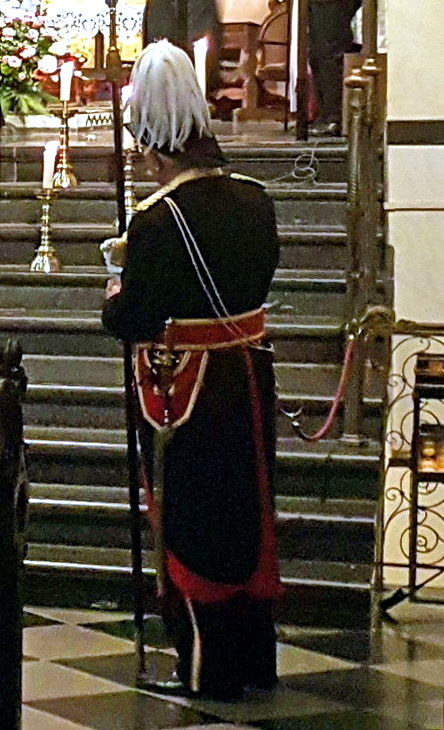
Kerkbaljuw van de Sint-Servaasbasiliek in Maastricht

De kerkbaljuw of suisse is een ordebewaker in een rooms-katholieke kerk, die vooral een ceremoniële taak vervult.
De patroonheilige van de kerkbaljuw is de aartsengel Sint Michaël.

## Geschiedenis
Het kerkelijk ambt van kerkbaljuw is in zijn huidige vorm ontstaan in de 19e eeuw, hoewel er al eeuwen eerder ordebewakers actief waren in katholieke kerken. Zo zou in 1613 in Stekene een kerkbaljuw actief geweest zijn. Ook in 1722 was er een kerkbaljuw actief, in loondienst, in Sint-Amands. Na de Franse tijd werd het baljuwschap voornamelijk een ceremoniële taak. Het ambt werd beschouwd als een eervolle taak en werd veelal doorgegeven van vader op zoon. In Maastricht werden de baljuws van de beide kapittelkerken tijdens het ancien régime aangeduid als roededragers (Latijn: bastionarius), omdat ze tijdens processies de processiestaven of roedes droegen, als symbool voor de rechtsmacht van de kapittels. Later werden ze aangeduid als koorgezellen, wat in het Maastrichts verbasterd werd tot koerezel. Omdat de kerkbaljuw werd vergeleken met de pauselijke Zwitserse Garde, wordt hij in de volksmond meestal aangeduid als suisse (Duits: Kirchenschweizer of Domschweizer).
Na de vernieuwingen van het Tweede Vaticaans Concilie (1962-1965) is het ambt in de meeste parochies verdwenen, maar hier en daar, vooral in de grotere stadskerken of tijdens een processie, kan men nog een kerkbaljuw aantreffen. Hij is dan meestal aanwezig tijdens missen op hoogtijdagen, vooral bedoeld ter opluistering van de Heilige Mis. In enkele kerken is het ambt hersteld, zoals in de Onze-Lieve-Vrouwekerk in Aarschot (2021) en de Onze-Lieve-Vrouwebasiliek in Maastricht (2019)

## Taken
Tot de taken van de kerkbaljuw behoort het ophalen van de priester in de sacristie, om hem na de mis weer daarheen terug te vergezellen. Tijdens de consecratie salueert de ordebewaker, staande vooraan in het middenpad van de kerk. De kerkbaljuw houdt toezicht in en rondom de kerk en spreekt personen aan op ongewenst of oneerbiedig gedrag en reguleert daarnaast de toestroom van gelovigen tijdens het uitreiken van de Heilige Communie. Ook loopt de kerkbaljuw vaak mee in processies, meestal ter bewaking in de nabijheid van de priester die de monstrans met het Allerheiligste draagt. Eveneens behoort het signaleren en alarmeren bij onraad (politie en hulpdiensten bellen) tot de taken van de kerkbaljuw. De functie van kerkbaljuw wordt soms gecombineerd met die van koster.
In sommige gevallen is de kerkbaljuw ook belast met het innen van plaatsengeld voor de kerkbanken en het collecteren bij de in- en uitgang van de kerk. In de Dom van Keulen dragen de Domschweizers tijdens hun aanwezigheid in de kathedraal een collectebus bij zich.
Een kerkbaljuw staat meestal onder de directe verantwoording van een pastoor of plebaan en de proost van het seculiere kapittel van een kathedraal of kapittelkerk. In een parochie staat de kerkbaljuw onder de directe verantwoordelijkheid van de pastoor. Voor het Tweede Vaticaans Concilie was hij in de toepasselijke lage wijdingsgraad van ostiarius gewijd.
Tegenwoordig is het vooral een ceremoniële taak, zoals het begroeten van de parochianen, het begeleiden van de priester van en naar het altaar, het salueren tijdens de mis. Ook belangrijk is het gebruik van de hellebaard. Deze wordt op een speciale manier gedragen. Bij de begeleiding van de priester naar het altaar wordt deze diagonaal gehouden. Wanneer de hellebaard schuin rechtop staat is dit een teken van eerbied en salueert de suisse ook.

## Kledij
- Wit hemd met opstaande boord en zwarte stropdas of vlinderdas;
- In sommige gevallen een laag uitgesneden ondervest;
- Lange donkerblauwe of zwarte uniformjas of slipjas afgeboord met rode biezen en goudgalon, met op beide ondermouwen een gouden chevron of galon;
- Donkerblauwe of zwarte broek en zwarte schoenen;
- Steekhoed (met pluim) en witte handschoenen;
- Over de rechterschouder een purperen bandelier met als tekst:
  - ofwel: KERKPOLITIE (eerste periode)
  - ofwel: EERBIED IN GODS HUIS;
  - ofwel: Naam van de parochie, kathedraal of basiliek;
- Als teken van zijn gezag draagt de kerkbaljuw een sabel en een "pieke" of hellebaard.

## Kerkwacht
Een kerkwacht (ook wel deurwacht genoemd) houdt toezicht en heeft geen ceremoniële taak. Een kerkwacht maakt meestal onderdeel uit van een kathedraal of parochiaal kerkwachtcollege. Ze zijn vaak te herkennen aan een badge, bandelier, mouwband of een reflecterend hesje. Bij de aanwezigheid van een baljuw is hij ondergeschikt.
Na het Tweede Vaticaans Concilie verdwenen in Nederland naast de kerkbaljuws ook de kerkwachten uit veel rooms-katholieke kerken. Later herstelde men in sommige parochies de functie van kerkwacht. Daarbij wordt de functie bekleed door vrijwilligers, soms heeft de coördinator een achtergrond in de beveiliging. De kerkwachten maken zo nodig gebruik van moderne hulpmiddelen als bewakingscamera's en voorheen ook wel portofoons, maar voor die laatste kwam de mobiele telefoon in de plaats. De werkwijze en neventaken van een kerkwachtcollege verschillen per parochie.
Kerkwachten hebben ook in sommige protestantse gemeenten hun intrede gedaan.